# 隐藏的面孔
隐藏的面孔（英語：Hidden faces），一是指因空想性错视，在对特定物体的感知或辨识上，错视到的隐藏的面孔；二是指艺术家在刻意创作的带有双重含义的作品。 
莱奥纳多·达·芬奇在他的笔记中写道：“当你看到有污痕或是嵌有不同石块的任何墙，你将试着看到某些场景，它们似乎是各种不同的风景，有山、河、岩石、树木、平原、宽谷、一座座丘陵。你也将能够看到各种战役和快速移动的图形的轮廓，或是奇怪的人脸和奇装异服以及诸多事物，你可以把这些事物分离抽出个体并精心设想其外形。”

## 错视
在生活中有时能看到这样的“偶然图像”（chance images），大多是因空想性错视造成。
- 火星人脸（塞东尼亚区）
- 笑脸撞击坑（伽勒撞击坑）
- “笑脸”插座
- 一棵松树上的“人”

## 艺术创作
16世纪的风格主义画家朱塞佩·阿尔钦博托尝试描绘用水果、蔬菜、花、书、鱼等各种物体堆砌成的人物肖像。尽管同时代人有过模仿，但直至20世纪，阿尔钦博托的画风才被真正认识，并被艺术史学家认为是达达主义及超现实主义的先驱。
其他的文艺复兴时代、巴洛克时代的艺术家也曾创作过隐藏的面孔：
- 莱奥纳多·达·芬奇
- 阿尔布雷希特·丢勒
- Tobias Stimmer
- 小汉斯·霍尔拜因
- Matthäus Merian
- 玛丽亚·西碧拉·梅里安
- John Martin Will
- Henrich Göding
- Marcus Gheeraerts the Elder
- Wenzel Hollar
- Henrich Ulrich
- Hans Meyer
- Josse de Momper

萨尔瓦多·达利深深着迷于阿尔钦博托的作品并深受其画风影响。他最著名的“隐藏的面孔”是《Slave Market with the Disappearing Bust of Voltaire》，画面中隐藏了伏尔泰半身像。
其他尝试过创作隐藏的面孔的超现实主义画家：
- 马克斯·恩斯特
- 雷内·马格利特

István Orosz尝试将扭曲立体投影图（anamorphosis）与“隐藏的面孔”结合。
尝试过创作隐藏的面孔的当代艺术家：
- Bev Doolitte
- 福田繁雄
- Octavio Ocampo
- Sandro del Prete

- 耶罗尼米斯·博斯《人间乐园》局部（约1500年）
- Marcus Gheeraerts the Elder作品（1567年）
- Tobias Stimmer《教皇像》（1577年）
- Wenzel Hollar (1607-1677)作品
- 歌川国芳作品（1847年）
- 《The Eagle of the Republic》（南北战争宣传画，约1865年）
- Henry Holiday为《猎鲨记》创作的插图（1876年）
- 月冈芳年《新容六怪撰平相国清盛入道浄海》（1882年）
- 《我的妻子与我的岳母》（1888年）
- 佚名作品（19世纪）
- Charles Allan Gilbert《一切皆是虚幻》（1892年）
- 蒂奥多·吉特尔森作品（1907年）

## 文献参考
- Calabrese, Omar (2006): Artists' Self-Portraits, ISBN 978-0-7892-0894-1 (The book has a chapter on artists who hide self portraits in their pictures: e.g. Leonardo da Vinci, Michelangelo, Rembrandt, van Gogh, Munch, Dali, Albrecht Dürer, Velàzquez, Elisabeth Vigée-Lebrun, Ingres, Degas, Toulouse-Lautrec, Gainsborough, Matisse, James Ensor, Egon Schiele, Frida Kahlo, Man Ray, Henry Moore, Robert Rauschenberg, Norman Rockwell, and Roy Lichtenstein.)
- Martin, Jean Hubert (ed., 2009): Une image peut en cacher une autre - Arcimboldo, Dali, Raetz (catalogue), ISBN 978-2-7118-5586-5 (France)